# Grandchamp-le-Château
Grandchamp-le-Château är en kommun i departementet Calvados i regionen Normandie i norra Frankrike. Kommunen ligger i kantonen Mézidon-Canon som ligger i arrondissementet Lisieux. År 2018 hade Grandchamp-le-Château 83 invånare.

## Befolkningsutveckling
Antalet invånare i kommunen Grandchamp-le-Château
Referens: INSEE